# CS-25
Die CS-25 ist eine von der EASA herausgegebene Bauvorschrift über die Bauartzulassung für Großflugzeuge („Certification Specifications for Large Aeroplanes“).
Diese CS gilt für große, turbinengetriebene Flugzeuge. Die CS-Definitions begrenzen diese auf ein MTOW von mindestens 5700 kg.
Sie beschreibt die Mindestanforderungen, die für die Zulassung (Zertifizierung) eines Flugzeugs dieser Klasse erfüllt werden müssen. Hat der Hersteller des Flugzeugs alle Punkte ausreichend nachgewiesen, stellt die Zulassungsbehörde eine Musterzulassung aus.